# 통리아문
통리아문(統理衙門)은 1882년(고종 19년) 11월 17일에 설치한 외무, 통상 업무를 맡아보던 기관이다.

## 상세
통리기무아문의 폐지 이후 설치하였고, 설치 한 달 후인 12월 4일에 통리교섭통상사무아문(統理交涉通商事務衙門)으로 명칭을 바꾸었다. 통리아문의 관원은 판리사무에 조영하와 협판사무에 김홍집, 참의사무에 독일인 묄렌도르프 등을 두었다. 갑오개혁 이후에는 외무아문에 흡수되었다. 오늘날의 외교통상부의 역할을 수행하였다. 

## 연혁
- 1882년 11월 18일, 통리내무아문(統理內務衙門) 설치
- 1882년 12월 4일, 통리군국사무아문(統理軍國事務衙門)으로 개편 : 일명 내아문(內衙門)

- 1882년 11월 17일, 통리아문(統理衙門) 설치
- 1882년 12월 4일, 통리교섭통상사무아문(統理交涉通商事務衙門)으로 개편 : 일명 외아문(外衙門)

## 관직
- 판리통리아문사무(辦理統理衙門事務) - 조영하
- 협판통리아문사무(協辦統理衙門事務) - 김홍집
- 참의통리아문사무(叅議統理衙門事務) - 파울 게오르크 폰 묄렌도르프

## 구성
- 총무사(總務司) -정무 초기(草記)를 담당하였다.
- 통상사(通商司), 통상, 항해, 조약, 외국인 내지 세관, 해관, 변관 등 담당하였다.
- 교섭사(交涉司), 영사·공사의 파견 및 주재 등을 담당하였다.
- 번역사(飜譯司), 공문 번역·통역 등을 담당하였다.
- 기록사(記錄司), 교섭 문권 기록·보존 등을 담당하였다.
- 회계사(會計司) 본서 경비, 지용, 회계 등을 담당하였다.